# Trzęsienie ziemi u wybrzeży Ekwadoru (1906)
Trzęsienie ziemi w Ekwadorze, 1906 – trzęsienie ziemi, jakie miało miejsce u wybrzeży Ekwadoru 31 stycznia 1906 roku, powodując zniszczenia i ofiary śmiertelne zarówno w Ekwadorze, jak i w Kolumbii. Szacuje się, że życie straciło tam od pół do półtora tysiąca ludzi. Było to szóste pod względem siły trzęsienie ziemi w historii ich badań.

## Trzęsienie ziemi
31 stycznia 1906 roku, u wybrzeży Ekwadoru – na wysokości miasta Esmeraldas – doszło do trzęsienia ziemi o szacowanej magnitudzie 8,8 (wcześniejsze szacunki równały się magnitudzie 8,2).

## Tsunami
Wstrząsy wygenerowały fale tsunami obserwowane na całym zachodnim wybrzeżu Ameryki Środkowej, na Hawajach, w Japonii, czy nawet w San Francisco. W hawajskim Hilo – nieoficjalnej „stolicy” tsunami – żywioł dotarł w dwanaście i pół godziny po wstrząsach. Nagły przypływ zakrył nadbrzeże w krańcu Waianuenue Street, podobnie jak tory kolejowe prowadzące do Waiakea. Tsunami wdarło się także w kanały połączone z rzekami Wailuku i Wailoa. Na pobliskiej wyspie Kahului trzy fale nadchodziły dwadzieścia minut po sobie – każda większa od poprzedniej. Według rozbieżnych danych żywioł podniósł powierzchnię oceanu o 0,3 m albo okazał się tak wysoki, iż przykrył starą przystań dla parowców i biegnącą wybrzeżem drogę.